# Igreja matriz

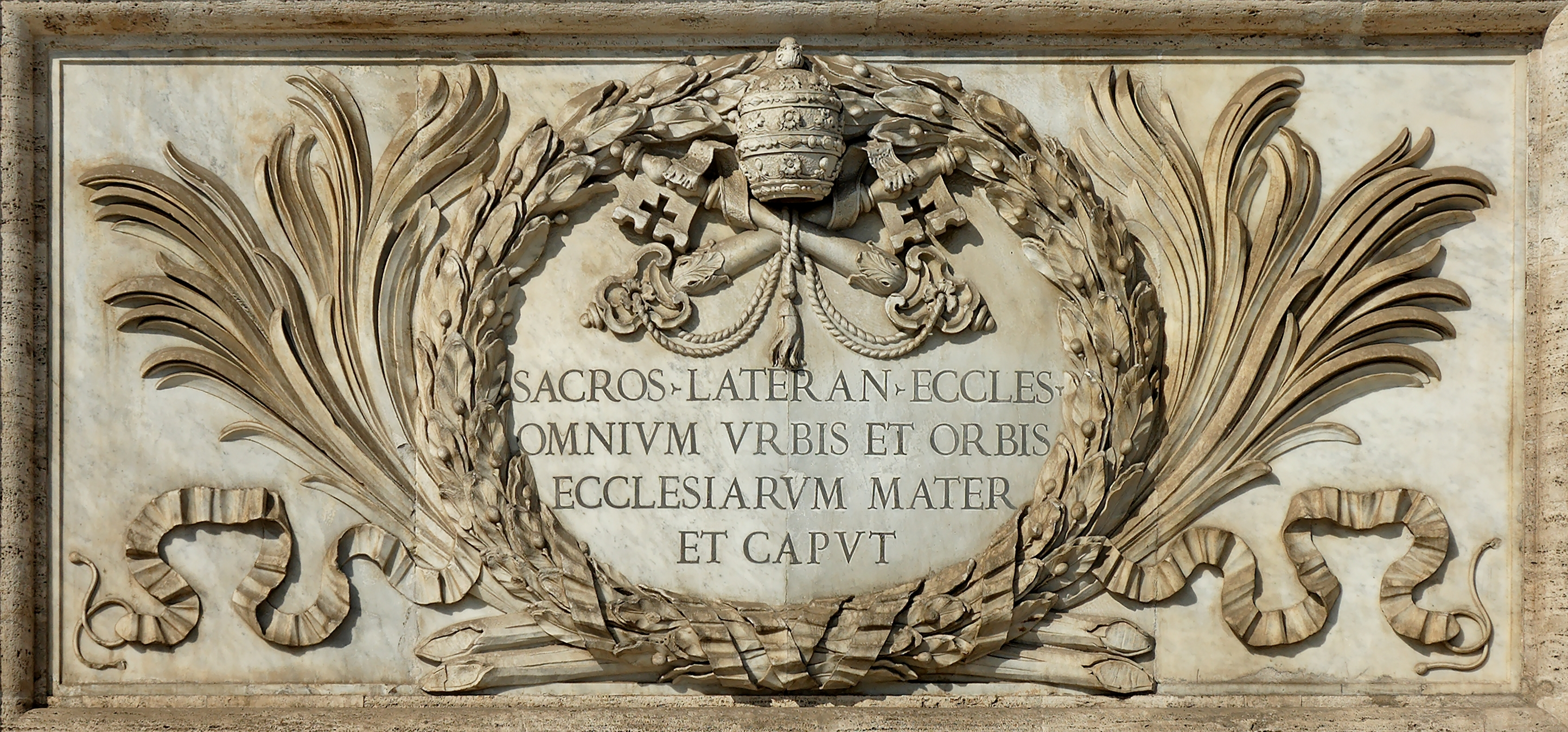
SACROS[ancta] LATERAN[ensis] ECCLES[ia] OMNIUM URBIS ET ORBIS ECCLESIARUM MATER ET CAPUT" - "Santíssima Igreja de Latrão, de todas as igrejas da cidade e do mundo, mãe e cabeça". Inscrição na fachada da Arquibasílica de São João de Latrão, a catedral do papa em Roma.

Igreja matriz é, no cristianismo, uma igreja "considerada uma mãe nas suas funções de nutrir e proteger o crente". Porém, o termo tem diversos sentidos específicos nas diversas denominações cristãs. Assim, o termo pode designar uma igreja paroquial "que tem a responsabilidade de supervisionar outra (como uma capela ou um oratório)" ou a principal igreja de um país, região ou cidade, como uma catedral ou uma igreja metropolitana. Outra acepção comum do termo é "a igreja original de um movimento cristão em particular e que serve como centro espiritual ou organizacional do movimento". Neste sentido, é comum utilizar o termo também para designar a mais antiga igreja de uma região geográfica ou movimento a partir da qual as demais se originaram.

## "Igreja" como edifício
Em vários dos sentidos abaixo, o termo igreja matriz é muito utilizado, especialmente para designar a principal igreja de uma circunscrição eclesiástica.

### Primeira igreja de uma missão
A primeira igreja construída na área de uma missão é geralmente chamada de "igreja matriz". A Catedral de Nossa Senhora da Paz, em Honolulu, Havaí, por exemplo, foi construída no local da primeira missão francesa da Congregação dos Sagrados Corações de Jesus e Maria, a partir da qual nasceu a Diocese de Honolulu. Por isto, ela é chamada de "igreja matriz do Havaí". Pelo mesmo motivo, a Missão de São Carlos Borromeo, em Carmel, Califórnia, é considerada a igreja matriz do estado norte-americano e, historicamente, serve de quartel-general de todo o sistema missionário californiano.

### Catedral
Igreja matriz também pode ser um título distintivo baseado na importância hierárquica de uma igreja. A igreja do bispo de uma sé episcopal é geralmente chamada de igreja matriz da diocese. Esta forma de distinção é utilizada principalmente pela Igreja Católica, mas também pela Comunhão Anglicana. Por outro lado, as demais denominações protestantes raramente fazem uso desta distinção.
A catedral papal, a Arquibasílica de São João de Latrão, é chamada de igreja matriz de todas as igrejas do mundo e não apenas das igrejas de Roma.

### Principal igreja de um instituto religioso

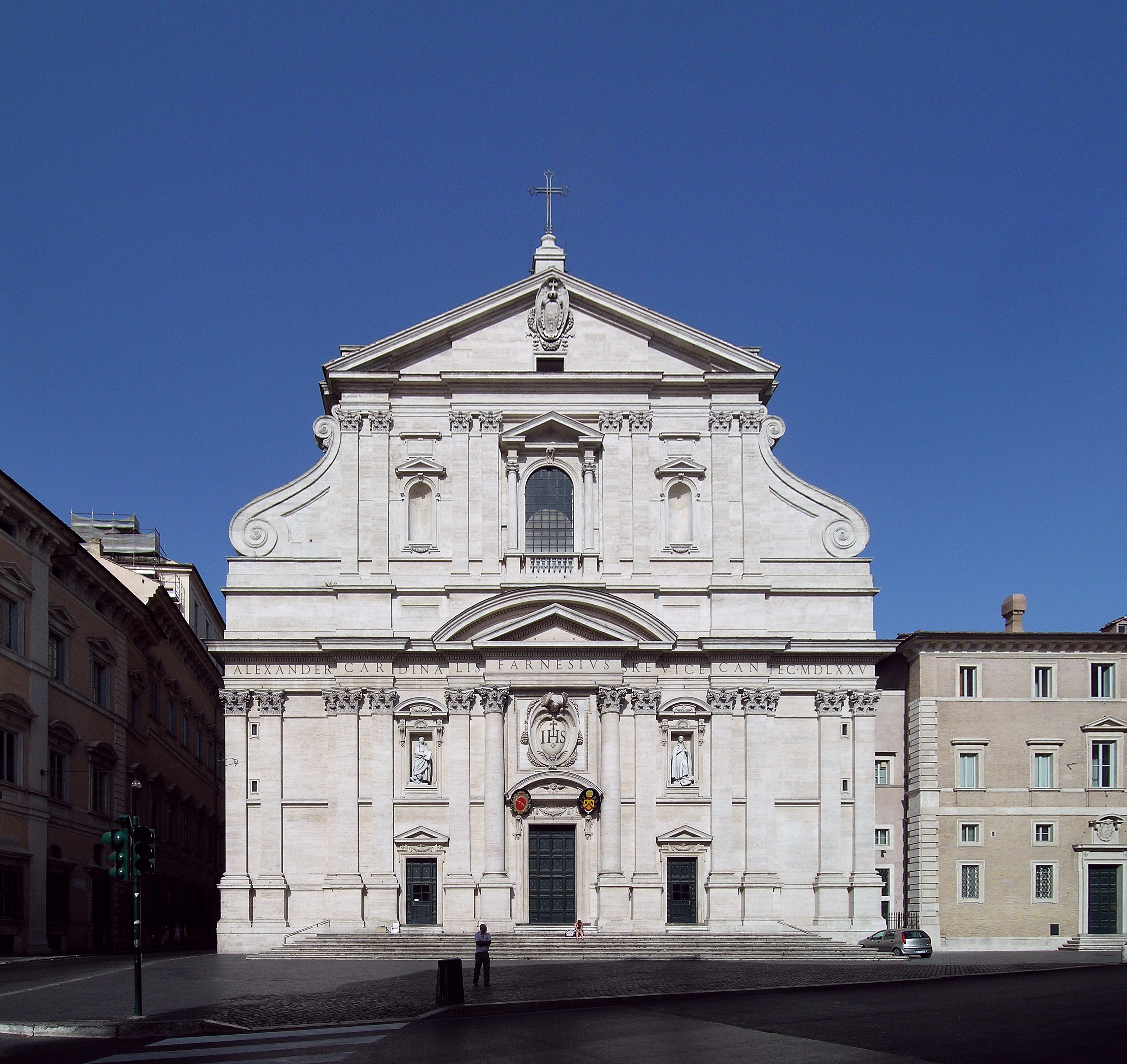
Igreja de Jesus, em Roma, a igreja matriz da Companhia de Jesus no mundo todo.

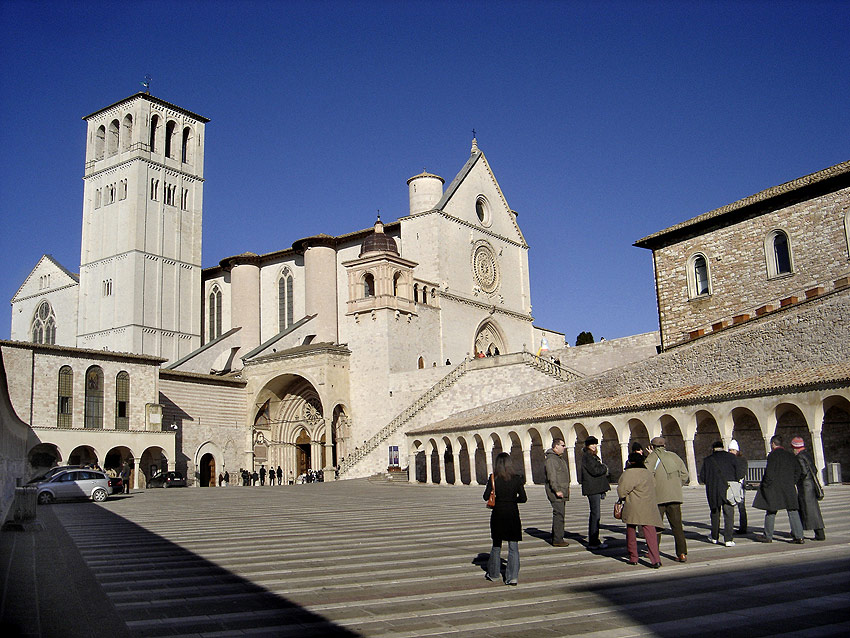
Basílica de São Francisco de Assis, em Assis, a igreja matriz da Ordem dos Frades Menores (franciscanos) no mundo todo.

O termo é também bastante utilizado para as igrejas dos vários institutos religiosos, ordens reais ou civis. Por exemplo, a Capela da Madonna Della Strada é a igreja matriz da província eclesiástica de Chicago da Companhia de Jesus, a principal igreja jesuíta desta província que inclui ainda Illinois, Indiana, Kentucky e Ohio. Numa escala mais ampla, a Igreja de Jesus (Il Gesú), em Roma, é a igreja matriz de todos os jesuítas do mundo.

### Igrejas de implantação
Outra acepção do termo é utilizada principalmente pelas igrejas protestantes. Uma igreja matriz, neste sentido, é a igreja local a partir da qual outras igrejas locais foram implantadas. Estas são chamadas de "igrejas filhas".

### Igrejas historicamente importantes
As mais antigas igrejas de várias comunidades religiosas geralmente são consideradas igrejas matrizes de outras que a seguiram, da mesma tradição ou de uma tradição reformada. A importância hierárquica é geralmente derivada desta importância histórica. Além disso, em comunidades onde as igrejas podem trocar de associação eclesiásticas ou se tornarem independentes (particularmente nas tradições pentecostais, carismáticas e não-denominacionais), uma igreja matriz pode ter igrejas filhas em uma ou mais organizações.

## "Igreja" como organização

### Igreja universal
Este termo é utilizado geralmente entre católicos romanos na forma de "Santa Mãe" ou Sancta Mater Ecclesia em latim. Outro utilizado geralmente no catecismo em muitos países católicos é o título Mater et Magistra ("Mãe e Mestra"). Ambos são utilizados para "designar toda a Igreja Cristã ou todos os cristãos coletivamente".

### Ecclesia matrix
Segundo Joseph Bingham (1855), "'Ecclesia matrix', uma igreja mãe, é geralmente tida como sendo a que foi implantada imediatamente pelos apóstolos e a partir da qual todas as demais se derivaram e propagaram a partir daí.... E, neste sentido, a Igreja de Jerusalém é chamada de 'igreja matriz de todas as igrejas do mundo'". Ele também faz referência a Arles como sendo a igreja matriz da França pois a igreja da cidade teria sido fundada pelo missionário apostólico Trófimo, o primeiro bispo de Arles.

### Comunhão Anglicana
No anglicanismo, a Igreja da Inglaterra deu origem a todas as demais igrejas da Comunhão Anglicana e, por isto, é considerada como sendo a "igreja matriz". O arcebispo de Cantuária serve, por isso, como foco de toda a Comunhão Anglicana.

### Igreja Metodista
No metodismo, a Igreja Metodista da Grã-Bretanha é considerada como sendo a "igreja matriz" de todas as demais igrejas metodistas do Conselho Mundial Metodista. Esta tradição se mantém por que ela "deu origem a todo a empreitada metodista e, depois, a uma igreja no século XIX cuja influência se espalhou por todo o mundo pelos esforços missionários das várias conexões britânicas dentro e fora do Império Britânico".

### Igreja Católica Romana
A Igreja Católica Romana é considerada a igreja matriz das igrejas protestantes e de outras igrejas que se separam dela ao longo dos séculos. As principais são as igrejas luteranas, reformadas e anglicanas, além das demais comunidades que, por sua vez, se originaram delas.